# Dave Walker (Musiker)

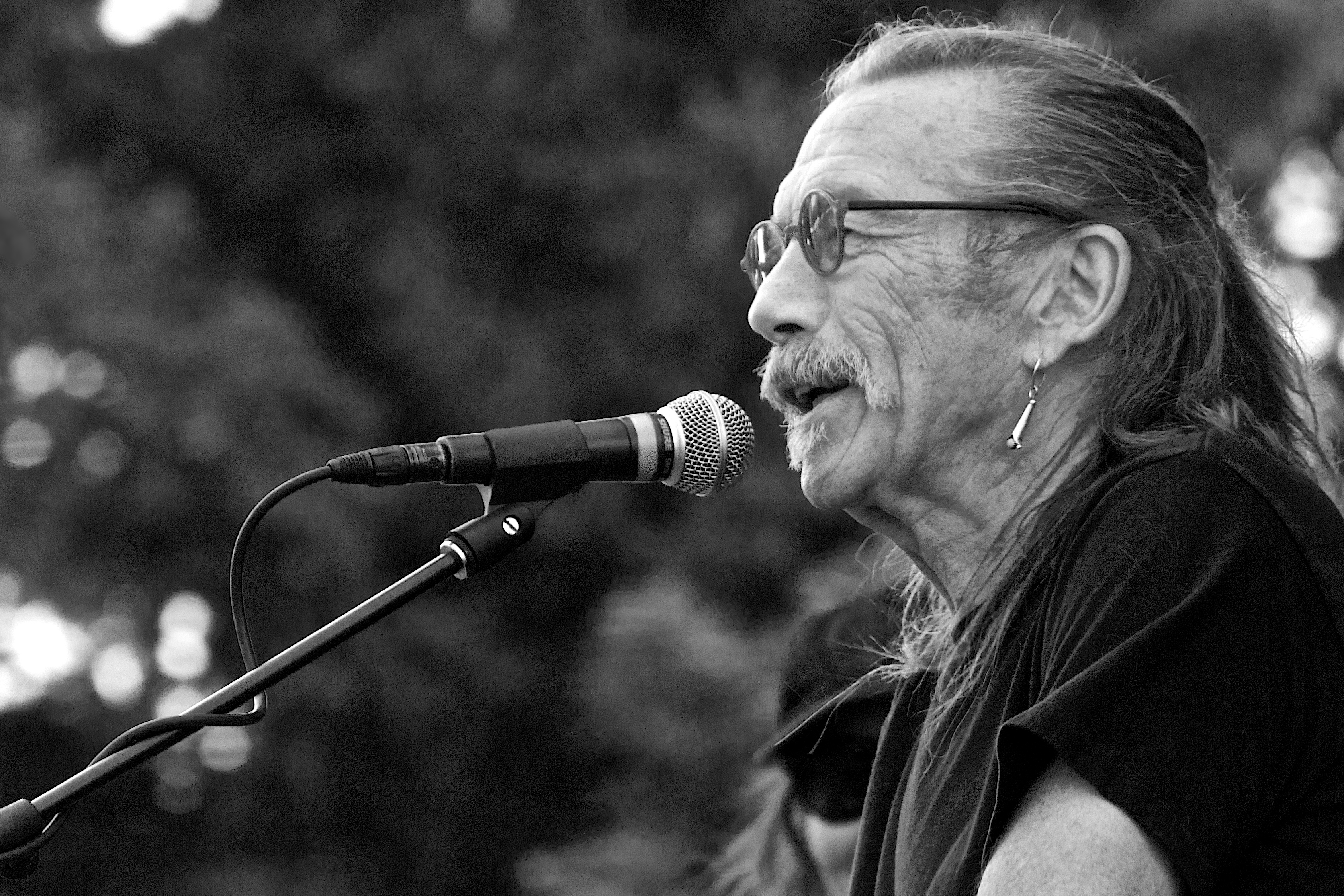
Dave Walker 2014

Dave Walker (* 25. Januar 1945 als David Walker in Walsall, England) ist ein britischer Gitarrist und Sänger.

## Karriere
Walker wurde von seiner Großmutter erzogen. Erste musikalische Schritte machte er in der örtlichen Kirche. Zu Beginn der 1960er spielte er in der Band The Red Caps gemeinsam mit seinem Bruder Rhythmusgitarre. Nachdem ein anderer Musiker die Band verlassen hatte, sang Walker fortan. Die Band trat viermal als Vorband der Beatles auf und schloss einen Vertrag mit Decca Records, wo sie 1963 und 1964 drei Singles veröffentlichte.
Zwischen 1965 und 1969 spielte Walker bei der Band Beckett. 1970 wechselte er zu The Idle Race, im folgenden Jahr schloss er sich Savoy Brown an und nahm mit der Band drei Alben auf. Ab September 1972 sang er für Fleetwood Mac, 1974 schloss er sich einem kurzlebigen Projekt zweier Mitglieder der Band an. Im Oktober 1974 zog Walker nach San Francisco, wo er mit der Band des ehemaligen Gitarristen von Quicksilver Messenger Service, John Cipollina auftrat. Als die Band auseinanderbrach, trat er für einige Monate mit Black Sabbath auf, die sich zu der Zeit von ihrem Sänger Ozzy Osbourne getrennt hatten.
1979 gründete Walker die David Walker Band, mit der er einige Aufnahmen tätigte. Von 1987 bis 1991 trat er erneut Savoy Brown bei, mit denen er unter anderem zwei Alben aufnahm. In den 1990ern gab er in England solo einige Konzerte. 2004 sang er für ein Projekt britischer Bluesmusiker.

## Diskografie
- Street Corner Talking (1971) – mit Savoy Brown
- Hellbound Train (1972) – mit Savoy Brown
- Lions Share (1972) – mit Savoy Brown
- Make Me Sweat (1987) – mit Savoy Brown
- Kings Of Boogie (1989) – mit Savoy Brown
- Mostly Sonny. Tribute to Sonny (1990)
- Walking Underwater (2007)
- Crazy All the Time (2009)